# Interestatal 180 (Nebraska)
La Interestatal 180 (I-180) es una autopista corta que une la Interestatal 80 en Lincoln, Nebraska con el centro de Lincoln. La longitud de la carretera es de 3,4 millas (5,5 km). Conecta 9th y 10th Streets (un par de calles de un solo sentido) para salir 401 de la autopista interestatal 80. Se superpone a la U.S. Route 34 (US 34) para toda su longitud.

## Descripción de la ruta

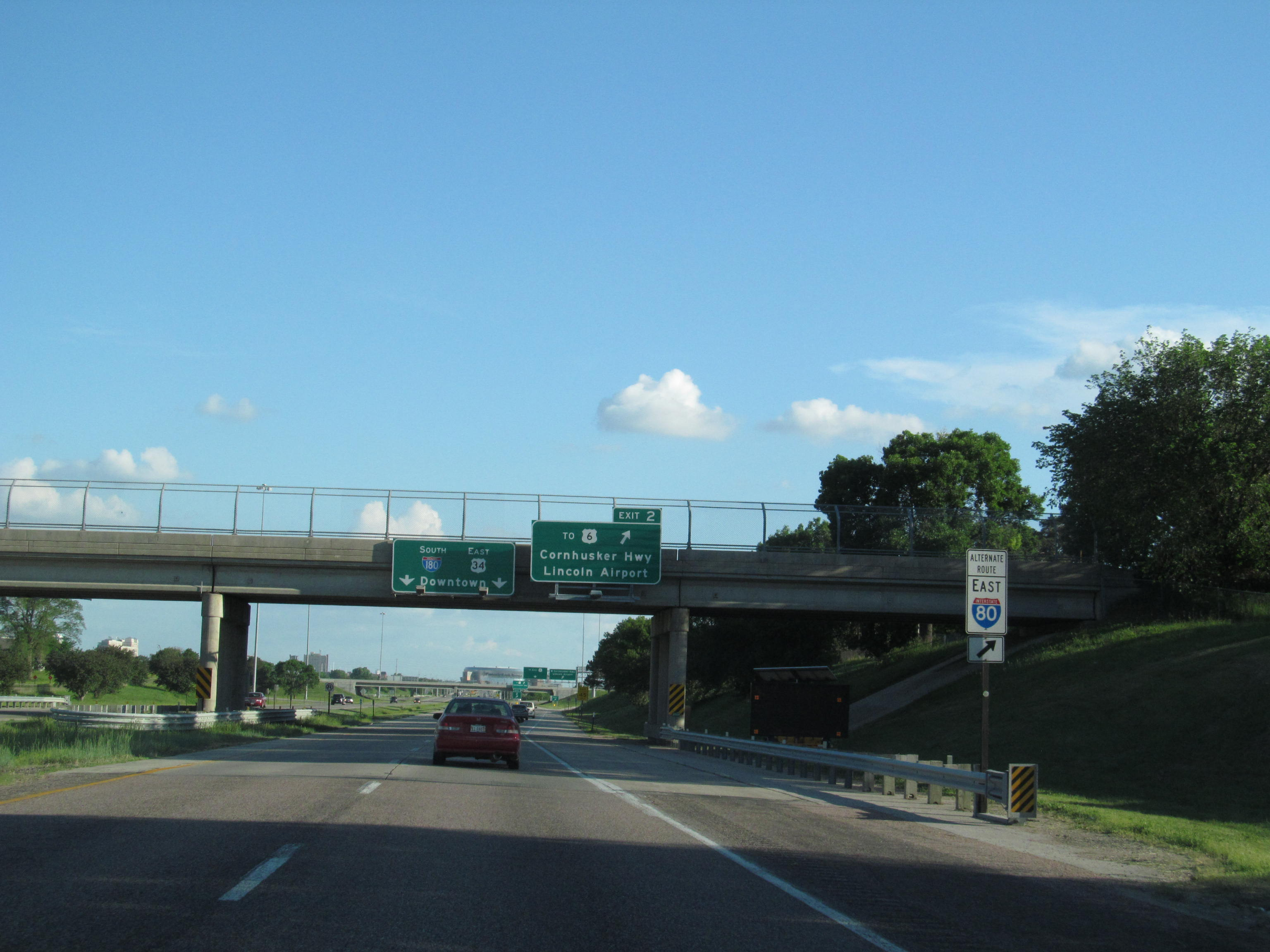
Interstate 180 - Nebraska

La Autopista Interestatal 180 comienza en el centro de Lincoln como una autopista de cuatro carriles, dirigiéndose al norte simultáneamente con US 34. Desde el extremo sur de la autopista, US 34 se dirige hacia el sur en un par unidireccional que consta de North 9th Street (hacia el sur) y North 10th Street (hacia el norte). En la terminal sur, la I-180 se cruza con la calle "R" antes de pasar por encima de una línea de ferrocarril Union Pacific/BNSF mientras se dirige hacia el norte entre Haymarket Park hacia el oeste y las áreas residenciales hacia el este. I-180 cruza el Salt Creek y pasa bajo los EE. UU. 6 antes de llegar a un intercambio parcial de trébol con Cornhusker highway que proporciona acceso a US 6. Desde este punto, la autopista pasa a través de más vecindarios residenciales antes de llegar a la salida de la calle superior. Una corta distancia más tarde, I-180 alcanza un intercambio de trébol con I-80/US 77, donde I-180 termina y US 34 continúa hacia el oeste como una carretera de superficie dividida de cuatro carriles llamada Purple Heart Highway.
En su extremo sur, pasa al oeste del Memorial Stadium de la Universidad de Nebraska, sede del equipo de fútbol Nebraska Cornhuskers.

## Historia
La I-180 estaba en construcción en 1962, y fue abierta por primera vez al tráfico en 1964.